# Rudolf Saudek

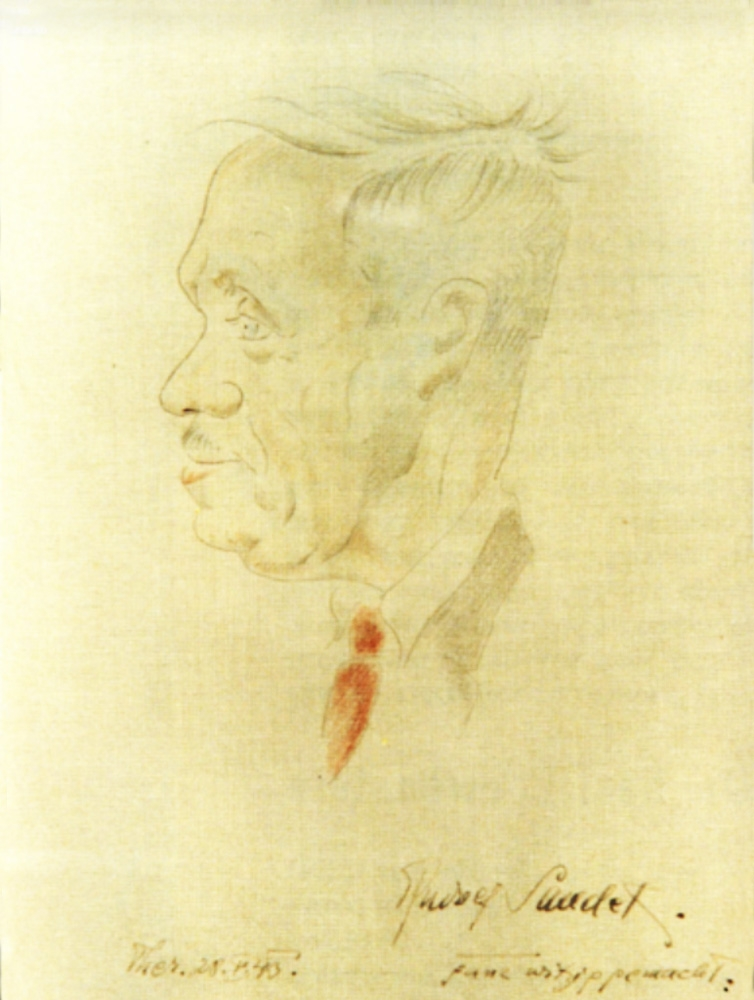
Rudolf Saudek, 63-jährig im Ghetto Theresienstadt

Rudolf Saudek (* 20. Oktober 1880 in Kolín; † 19. Juli 1965 in Prag) war ein böhmischer bzw. tschechischer Bildhauer und Grafiker, der zwischen 1910 und 1935 in Deutschland lebte und arbeitete.

## Leben
Rudolf Saudek erlernte zuerst einen kaufmännischen Beruf. 1900 begann er in Paris mit ersten bildhauerischen Arbeiten. Nach einem Aufenthalt in London studierte er von 1903 bis 1906 an der Königlichen Akademie für graphische Künste und Buchgewerbe Leipzig. 1906 entstand eine Marmorbüste von Friedrich Nietzsche „Sturmwind, Du Wolkenjäger“. Nach weiteren Studien in Prag und Florenz ließ er sich 1910 als freischaffender Künstler in Leipzig nieder.
Saudek überarbeitete 1910 die 1900 von Curt Stoeving abgenommene Totenmaske Friedrich Nietzsches auf Wunsch von Elisabeth Förster-Nietzsche und passte diese Idealvorstellungen an.
Im Auftrage von Leipziger Verlegern schuf er 1916 für die Deutsche Bücherei Büsten von Arthur Schopenhauer, Friedrich Nietzsche und Philalethes (Pseudonym von König Johann von Sachsen als Dante-Übersetzer). Für die Universität Leipzig entstanden Büsten von Felix Marchand und Hubert Sattler. Er arbeitete auch für das Schauspielhaus. Eine Büste der Leipziger Sängerin Elena Gerhardt besitzt das Gewandhaus Leipzig.
Von ihm stammt  eine Marmorbüste von Henrik Ibsen. Im Leipziger Zoo gestaltete er das ornamentale Jugendstil-Beiwerk der Vorderfront des 1910 eingeweihten Aquariums. Als Beispiel für sein grafisches Schaffen stehen Radierungen zu Dantes Göttlicher Komödie.

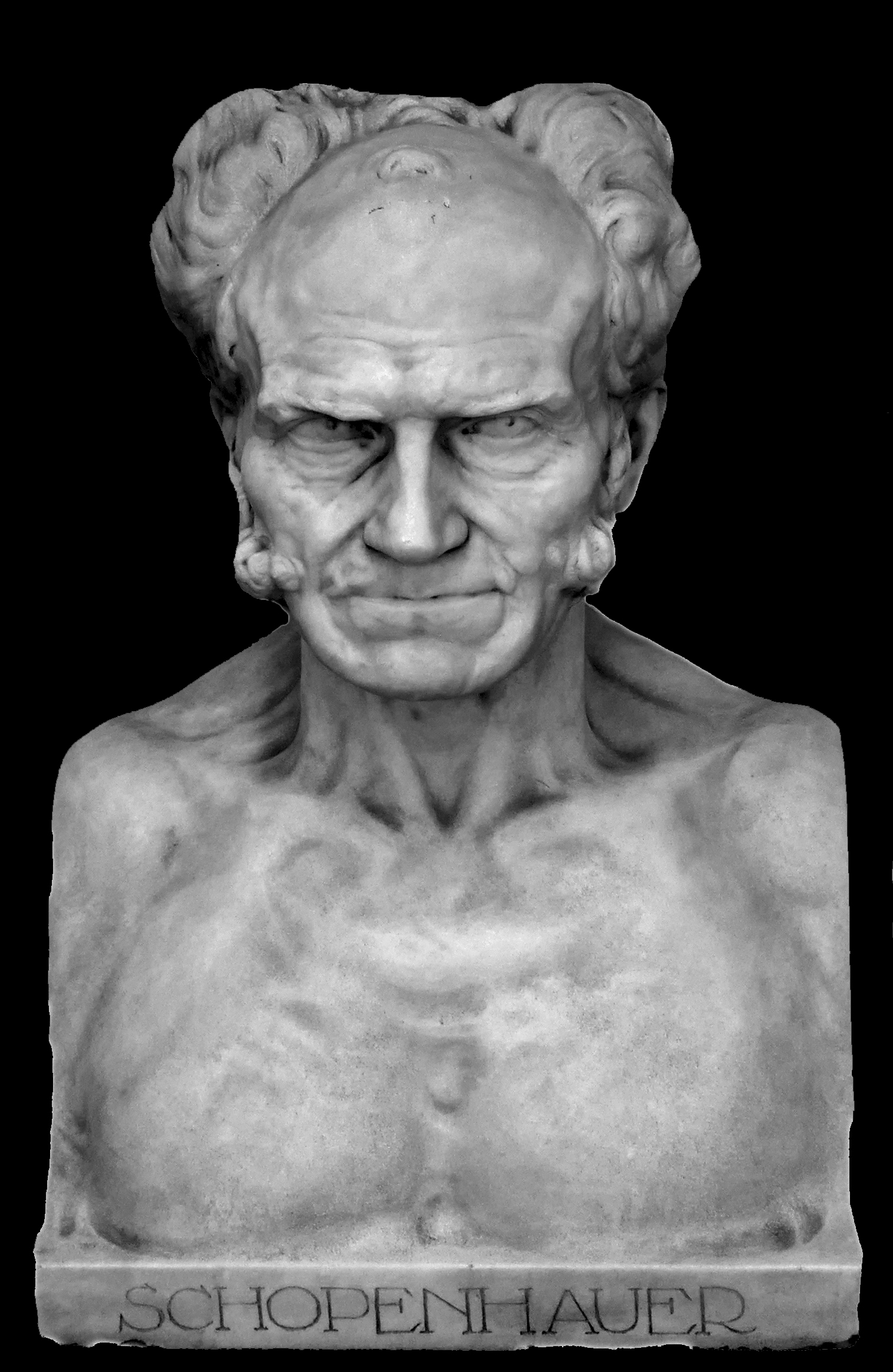
Rudolf Saudek: Marmorbüste von Arthur Schopenhauer 1916

Als Jude erhielt er 1935 Berufsverbot. 1938 zog er von Leipzig nach Prag, von wo aus er nach der Errichtung des Protektorats Böhmen und Mähren 1942 in das Konzentrationslager Theresienstadt deportiert wurde. Durch künstlerische Aufträge von der Lagerleitung blieb er vor dem Tod bewahrt. In dem Film „Theresienstadt“ ist er bei Töpferarbeiten für eine Brunnenfigur zu sehen.
Nach 1945 kehrte er nach Prag zurück, wo er bis zu seinem Tod tätig war. Er hatte eine Professur an der Akademie der Bildenden Künste Prag inne.